# アクアタウン納屋橋
アクアタウン納屋橋 （アクアタウンなやばし） は、愛知県名古屋市中村区の納屋橋の西側にある再開発事業で作られた超高層ビルである。

## 概要
アクアタウン納屋橋は納屋橋の西側に広がっていた木造建築などが密集していた市街地を再開発し、災害対策と市街地活性化を目指して行われた市街地再開発事業で建設されたビルである。
古くからの市街地だった為、借地・借家権を持つ関係者も多く、地権者数が多かったため再開発事業は長期間に及んだ。
住宅棟の地権者保有分を除いた部分は都市機構が保有して賃貸を行っている。
都心部のマンションであることからSOHOとしての利用も想定し、ワークスペースや光専用回線、電話4回線まで引ける設備の住居も用意されている。
オフィスフロアにはジェイアール東海コンサルタンツ本社や大陽日酸中部支社がある。

## 沿革
- 1988年（昭和63年）3月 - 名古屋市が「堀川・納屋橋地区市街地再開発事業基本計画」発表。
- 1991年（平成3年）6月 - 再開発協議会設立。
- 2001年（平成13年）2月 - 都市計画決定。

## 参照
- 名古屋市:第一種市街地再開発事業地区一覧表（市政情報）（ウェブサイト）
- 名古屋市:納屋橋西地区市街地再開発事業（市政情報）（ウェブサイト）
- 納屋橋西第一種市街地再開発事業　名古屋都市センター（ウェブサイト[リンク切れ]）